# George Musey

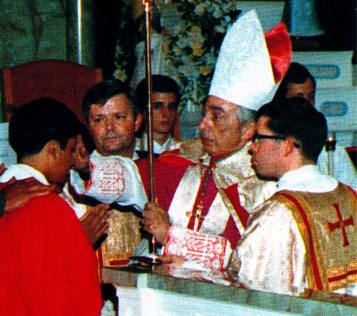
George Musey

George J. Musey (* 14. September 1928 in Galveston, Texas; † 29. März 1992 in Tarrant County, Texas) war eine führende Gestalt des katholischen Sedisvakantismus in den Vereinigten Staaten und Bischof in der Sukzession des Pierre Martin Ngô Đình Thục.

## Leben
Der Sohn des George Musey und der Mary Cecilia Abraham trat nach seiner Schulausbildung 1945 in das Priesterseminar des römisch-katholischen Bistums Galveston ein und wurde am 22. Mai 1952 durch Bischof Wendelin Joseph Nold zum Priester geweiht. Anschließend wirkte er in verschiedenen texanischen Orten als Seelsorger. Ab 1968 zog er sich aus Krankheitsgründen für Jahre aus Amt und Öffentlichkeit zurück. Gelegentlich zelebrierte er Privatmessen in der Kirche „Queen of Angels“ der das Zweite Vatikanische Konzil ablehnenden Priesterbruderschaft St. Pius X. in Dickinson und richtete sich dann ebendort auf Familienbesitz eine eigene Kapelle ein. Am 1. April 1982 erlangte er in Acapulco, Mexiko, die Bischofsweihe durch den sedisvakantistischen Bischof Moisés Carmona.
Am 24. August 1982 ordinierte er selbst in Buffalo, NY, den aus seinem Orden entlassenen Franziskaner Louis Vezelis zum Bischof. Beide teilten die USA in zwei von ihnen begründete und nach ihrem Anspruch allein rechtmäßige Diözesen katholischer Traditionalisten und Altritualisten. Musey übernahm die Leitung des Bistums Westliche USA und Florida. 1985 wirkte er als Weihbischof für die sedisvakantistische Congregation of Mary Immaculate Queen (Congregatio Mariae Reginae Immaculatae, CMRI), die 1991 in Mark Pivarunas, gleichfalls durch Moises Carmona, ihren eigenen Bischof erlangte.
Bis zu seinem Tode konsekrierte Musey noch weitere Priester zu Bischöfen, im Einzelnen Conrad Altenbach, Ralph Siebert, Philippe Miguet, Michel F. Main, Benigno Bravo Valades und Conrad Altenbach.
Zum Ende seines Lebens lebte Musey im St. Joseph’s Hospital in Ft. Worth, Texas, wo er noch die Sacred Heart Church errichtet hatte. In dieser Kirche hielt der sedisprivationistische Bischof Hesson das Requiem. Am 31. März 1992 wurde Musey auf dem Mount-Oivet-Friedhof beigesetzt.